# 詹盧卡·薩索內
詹盧卡·薩索內（義大利語：Gianluca Sansone；1987年5月12日—）是一位意大利足球運動員。在場上的位置是前鋒。他現在被意甲球隊桑普多利亞外借至意大利足球乙級聯賽球隊博洛尼亞足球俱樂部。他也曾效力於薩索羅足球體育俱樂部。